# Hominidae
Os Hominídeos formam uma família taxonômica dos grandes primatas, incluindo os quatro gêneros existentes:
- Chimpanzés (Pan) – 2 espécies
  - Pan troglodytes - Chimpanzé-comum ou chimpanzé-robusto
  - Pan paniscus - bonobo ou chimpanzé-pigmeu
- Gorilas (Gorilla) – 2 espécies
  - Gorilla gorilla - Gorila-do-ocidente
  - Gorilla beringei - Gorila-do-oriente
- Homens (Homo) – 1 espécie
  - Homo sapiens - Humano
- Orangotangos (Pongo) – 3 espécies[3]
  - Pongo pygmaeus - Orangotango-de-bornéu
  - Pongo abelii - Orangotango-de-sumatra
  - Pongo tapanuliensis - Orangotango-de-tapanuli

Até recentemente, considerava-se que a família Hominidae incluía apenas o género Homo; os orangotangos, gorilas, bonobos, e chimpanzés eram classificados na família Pongidae, que também incluía os gibões que atualmente se encontram classificados na família Hylobatidae – esta família é por vezes considerada a família-irmã dos hominídeos na super-família Hominoidea, dentro da ordem dos primatas.
Estudos genéticos recentes sugerem que a separação entre os Hominidae e outras famílias de primatas ocorreu há cerca de 15 a 20 milhões de anos, durante o período Mioceno. É bastante provável que esse ancestral comum fosse um primata de pequeno porte, com características semelhantes às dos gibões atuais.(família Hylobatidae).       Os gibões diferem dos Hominidae (chimpanzés, gorilas, orangotangos e humanos) por serem menores, exibirem baixo dimorfismo sexual e não fazerem ninhos. Também costumam ser monogâmicos (diferente dos orangotangos, gorilas e chimpanzés), no entanto o uso desta palavra pelos biólogos não implica exatamente em fidelidade sexual. Além de já terem sido observadas cópulas extraconjugais em alguns destes animais, os casais de gibões ocasionalmente "se divorciam".
Estudos realizados com técnicas moleculares indicam que os chimpanzés, gorilas e humanos formam um clado, com os orangotangos um pouco mais separados filogeneticamente. Os membros não-humanos atuais desta família encontram-se apenas na África equatorial, na Sumatra e em Bornéu. No entanto, foram encontrados fósseis de hominídeos desde o Mioceno (de há cerca de 20 milhões de anos) em praticamente todos os continentes (aparentemente, nas Américas, os fósseis de hominídeos não vão para além dos 60 mil anos).
Os hominídeos são os maiores primatas, com pesos variando entre 48 kg e 270 kg – em geral, os machos são maiores que as fêmeas -, com corpos robustos e braços bem desenvolvidos. Têm o polegar e o hallux (o dedo grande do pé) oponível aos outros dedos (excepto no género humano que perdeu a oponibilidade no pé) e todos os dedos têm unhas achatadas. Nenhum hominídeo tem cauda nem calosidades isquiais. Existem ainda numerosas diferenças no esqueleto entre os hominídeos e os outros primatas relacionadas com o seu porte vertical.
Todos os membros desta família têm um crânio maior (relativamente ao tamanho do corpo) e um cérebro mais desenvolvido e mais complexo do que qualquer outro animal e são catarrinos, ou seja, têm as narinas próximas uma da outra e viradas para a frente e para baixo. A fórmula dental é a mesma em todos os membros deste grupo: {\displaystyle {\tfrac {2.1.2.3}{2.1.2.3}}\times 2=32} e os incisivos largos e os caninos nunca se encontram transformados em presas.
Os hominídeos são omnívoros, mas a base da sua alimentação são vegetais. Chimpanzés e orangotangos comem principalmente frutas. Quando os gorilas ficam sem frutas em certas épocas do ano ou em certas regiões, eles recorrem a comer brotos e folhas, muitas vezes de bambu. Os gorilas têm adaptações extremas para mastigar e digerir essa forragem de baixa qualidade, mas ainda preferem frutas quando ela está disponível, muitas vezes indo muito longe para encontrar frutas especialmente preferidas. O consumo de carne raramente é observado em gorilas e orangotangos, ocasionalmente eles comem insetos e outros pequenos animais. Por outro lado, os chimpanzés às vezes podem ser observados caçando vertebrados (como ungulados e outros primatas); isso tem um forte componente social - disponibilizar carne aumenta sua classificação na hierarquia do grupo. Os humanos, desde a revolução neolítica, consomem principalmente cereais e outros alimentos ricos em amido, incluindo alimentos cada vez mais processados, bem como muitas outras plantas domesticadas (incluindo frutas) e carne.
Uma outra característica é a complexidade do seu comportamento social, expressão facial e vocalização complexa. Todos constroem ninhos (no caso dos humanos este "ninho" seria a cama) e exercem cuidados parentais durante um largo período; geralmente as fêmeas têm um único filhote em cada gestação.
A gestação em grandes símios dura de 8 a 9 meses e resulta no nascimento de um único filhote ou, raramente, de gêmeos. Os jovens nascem indefesos e requerem cuidados por longos períodos de tempo. Em comparação com a maioria dos outros mamíferos, os grandes símios têm uma adolescência notavelmente longa, não sendo desmamados por vários anos e não se tornando totalmente maduros por oito a treze anos na maioria das espécies (mais em orangotangos e humanos). Como resultado, as fêmeas normalmente dão à luz apenas uma vez a cada poucos anos. Devido às estruturas sociais, a primeira reprodução não ocorre até alguns anos após o início da maturidade sexual, no caso de espécies não humanas por volta dos 10 a 15 anos. Não há estação de acasalamento fixa para nenhuma espécie, a reprodução pode ocorrer durante todo o ano.

## Modo de Vida

### Tempos de Atividade e Locomoção
Os hominídeos não-humanos ficam nas árvores ou no chão em graus variados, dependendo da espécie. Os habitantes das árvores mais proeminentes são os orangotangos, enquanto os gorilas passam a maior parte do tempo no solo. Nas árvores, os grandes símios sobem com os quatro membros ou se movem de maneira suspensa (suspensiva), às vezes caminhando com as patas traseiras nos galhos. No chão, esses animais geralmente se movem de quatro; exceto o homem, os grandes símios só podem caminhar curtas distâncias nas patas traseiras. Chimpanzés e gorilas andam com os nós dos dedos, ou seja, colocam a segunda e a terceira falanges no chão. Os orangotangos, por outro lado, se sustentam com os punhos ou com a parte interna das mãos.
Em contraste, os humanos são estritamente habitantes do solo. Os humanos também se movem como um bípede obrigatório, o que é único entre os mamíferos. Essa locomoção não é muito rápida, mas de acordo com descobertas recentes, economiza energia e oferece a vantagem de que as mãos são liberadas da função de locomoção, permitindo assim o desenvolvimento de uma mão de preensão diferenciada.
Como todos os macacos do Velho Mundo, os grandes símios são diurnos. Os hominídeos não-humanos costumam fazer um ninho de folhas e galhos nas árvores para o descanso noturno. Esse processo geralmente não leva mais de cinco minutos, e um novo ninho geralmente é construído todas as noites. Freqüentemente, eles também param para uma pequena pausa durante a hora do almoço.

### Comportamento Social
A estrutura social é muito diferente nos gêneros e espécies individuais, muitas vezes existem diferentes formas de coexistência dentro de uma espécie. Uma razão para essa diversidade pode estar na alta inteligência desses animais em comparação com outros primatas, o que permite maior flexibilidade nas interações sociais com base na memória e nas relações individuais específicas entre parceiros. No entanto, ao contrário de outros primatas, a organização matrilinear (ou seja, um grupo de fêmeas intimamente relacionadas formando o núcleo do grupo) raramente é encontrado neles, pois as fêmeas tendem a deixar seu grupo natal ao atingirem a maturidade.
Os grandes símios comunicam-se uns com os outros através de uma variedade de sons com diferentes significados, expressões faciais, gestos e posturas. Embora todas essas formas sejam encontradas tanto nos humanos quanto nas outras espécies, a linguagem altamente complexa como forma de comunicação é exclusiva dos humanos.

#### Orangotangos
Os orangotangos tendem a ser solitários, embora os machos interajam com as fêmeas, por exemplo, cujos territórios se sobrepõem aos deles. Os machos adultos dominantes desenvolvem bochechas ou flanges distintas e fazem chamadas longas que atraem as fêmeas e intimidam os rivais; os machos subordinados mais jovens não possuem estas flanges e mais se parecem com as fêmeas adultas. Os machos adultos só procuram as fêmeas uma vez por ano, na época da seca e acasalam frontalmente.
Aa fêmeas vivem com seus filhotes em  territórios definidos que se sobrepõem às de outras fêmeas adultas, que podem ser seus parentes imediatos. Uma a vários territórios femininos estão incluídos na área residencial de um macho, que é seu principal parceiro de acasalamento. As interações entre as fêmeas adultas variam de amigáveis a evitativas e antagônicas. Os machos flangeados são hostis tanto a outros machos flangeados quanto aos machos não flangeados, enquanto os machos não flangeados são mais pacíficos uns com os outros.

#### Gorilas
Os gorilas vivem em grupos formados por um macho adulto com um harém de múltiplas fêmeas adultas e seus descendentes. Ao atingirem a maturidade os machos geralmente deixam o bando e partem em busca de criar ou conquistar seu próprio harém. No entanto, os gorilas da montanha machos às vezes permanecem em seus grupos natais e se tornam subordinados ao macho dominante. Se o macho dominante morrer (de doença ou velhice), um desses machos pode se tornar o dominante no grupo. O Silverback (macho dominante) toma todas as decisões, mediando conflitos, determinando os movimentos do grupo, conduzindo os demais aos locais de alimentação e assumindo a responsabilidade pela segurança e bem-estar do grupo. Os machos mais jovens subordinados ao Silverback, conhecidos como Blackbacks, podem servir como proteção de backup.
As gorilas fêmeas formam relacionamentos fortes com os machos para obter oportunidades de acasalamento e proteção contra predadores e machos externos infanticidas. As gorilas fêmeas com parentesco materno em uma tropa tendem a ser amigáveis umas com as outras e se associar intimamente. Caso contrário, as fêmeas têm poucos encontros amigáveis e geralmente agem de forma agressiva umas com as outras.

#### Chimpanzés
Os chimpanzés têm um comportamento de grupo mais variável, conhecido como "modelo de fissão-fusão" ("separar e mesclar"), o que significa que subgrupos de curto prazo são formados repetidas vezes, que podem ser compostos de forma flexível.
Os chimpanzés vivem em grandes grupos sociais multi-machos e multi-fêmeas. Na sociedade dos chimpanzés, o "macho dominante" às vezes não é o maior ou o mais forte, mas sim o mais manipulador e político que pode influenciar os acontecimentos dentro de um grupo. Os chimpanzés machos geralmente alcançam o domínio cultivando aliados que apoiarão esse indivíduo durante futuras ambições de poder.
Chimpanzés fêmeas também têm uma hierarquia, que é influenciada pela posição de uma fêmea dentro de um grupo. Em algumas comunidades de chimpanzés, as fêmeas jovens podem herdar um status elevado de uma mãe de alto escalão. As fêmeas dominantes também se aliam para dominar as fêmeas de escalão inferior. Ambos os gêneros adquirem status dominante para melhorar a posição social dentro de um grupo.
Nos chimpanzés a aceitação feminina do grupo é necessária para o status de macho dominante; as fêmeas devem garantir que seu grupo visite locais que lhes forneçam comida suficiente. Um grupo de fêmeas dominantes às vezes expulsa o macho dominante que não é de sua preferência e apóia outro macho, em quem vê potencial para liderar o grupo como um líder de sucesso.
O sistema de acasalamento dos chimpanzés é poliginandrico (também referido como promíscuo), com cada macho e fêmea tendo múltiplos parceiros sexuais.

#### Bonobos
Os bonobos são incomuns entre os grandes primatas por sua estrutura social matriarcal (a extensa sobreposição entre as hierarquias masculina e feminina leva alguns a se referirem a eles como equilibrados em termos de gênero em sua estrutura de poder). Os bonobos não têm um território definido e as comunidades viajam por uma ampla extensão. Devido à natureza nômade das fêmeas e à distribuição uniforme de alimentos em seu ambiente, os machos não obtêm nenhuma vantagem óbvia formando alianças com outros machos ou defendendo uma área, como fazem os chimpanzés. As bonobos fêmeas possuem caninos mais afiados do que as chimpanzés fêmeas, alimentando ainda mais seu status no grupo. Embora um bonobo macho seja dominante para uma fêmea em uma interação diádica, dependendo da comunidade, as fêmeas ligadas socialmente podem ser codominantes com os machos ou dominantes sobre eles, mesmo na medida em que as fêmeas podem coagir os machos relutantes a acasalar com elas.
No topo da hierarquia está uma coalizão de fêmeas e machos de alto escalão, geralmente chefiada por uma velha e experiente matriarca que atua como tomadora de decisões e líder do grupo. As bonobos fêmeas geralmente conquistam sua posição por meio da experiência, idade e capacidade de forjar alianças com outras fêmeas em seu grupo, em vez de intimidação física, e as fêmeas de alto escalão protegerão as fêmeas imigrantes e novas do grupo do assédio masculino. Embora os bonobos sejam frequentemente chamados de matriarcais, e embora toda comunidade seja dominada por uma fêmea, alguns machos ainda obterão uma posição elevada e atuarão como parceiros de coalizão para a fêmea alfa, frequentemente tomando a iniciativa de coordenar os movimentos dos grupos. Esses machos podem superar não apenas os outros machos do grupo, mas também muitas fêmeas. Certos machos alertam o grupo sobre possíveis ameaças, protegendo o grupo de predadores como pítons e leopardos.
Os machos mantêm longas amizades com as fêmeas e, por sua vez, as fêmeas bonobos preferem se associar e acasalar com machos que são respeitosos e tranquilos perto delas. Como as fêmeas bonobos podem usar alianças para repelir machos coercitivos e dominadores e selecionar machos em seu próprio lazer, elas mostram preferência por machos que não são agressivos com elas.
Os bonobos não são tão promíscuos quanto os chimpanzés e ocorrem tendências levemente polígamas, com os machos de alto escalão desfrutando de maior sucesso reprodutivo do que os machos de baixo escalão. Ao contrário dos chimpanzés, onde qualquer macho pode coagir uma fêmea a acasalar com ele, as bonobos fêmeas desfrutam de maiores preferências sexuais e podem rejeitar machos indesejáveis, uma vantagem do vínculo fêmea-fêmea, e procurar ativamente machos de posição superior no bando.
Os bonobos não formam relações sexuais monogâmicas permanentes com parceiros individuais.
Bonobos também são uma espécie completamente bissexual - ambos os sexos se envolvem em comportamento heterossexual e homossexual, mas a homossexualidade entre as fêmeas é um pouco mais acentuada. Cerca de 60% de toda a atividade sexual dos bonobos ocorre entre duas ou mais fêmeas. Homossexualidade tem sido reportada em todas as espécie de Hominidae, bem como uma variedade de outras espécies de primatas.

#### Humanos
Os seres humanos são altamente sociais e tendem a viver em grandes grupos sociais complexos. Os grupos humanos variam do tamanho de famílias a nações. Acredita-se que a primeira forma de organização social humana tenha se assemelhado a sociedades de bandos de caçadores-coletores.
A estrutura social e familiar dos humanos é bastante variável conforme as diferentes sociedades humanas. Além das formas monogâmicas e poligínicas, formas poliândricas e promíscuas ocorrem com menos frequência. Uma estrutura social típica ou original não pode ser especificada, uma vez que o comportamento é fortemente sobreposto culturalmente. Tentativas de compreender o comportamento social original dos humanos usando comparações morfológicas com outras espécies de primatas se revelaram duvidosas (espécies de primatas com dimorfismo sexual muito acentuado em termos de peso tendem a viver em grupos de haréns, como ocorre com os gorilas; por outro lado, primatas com pouco diformismo sexual e sem diferenças de tamanho dos dentes caninos tendem a levar um estilo de vida monogâmico, como ocorre com os gibões, da família Hylobatidae).

### Evolução da estrutura familiar e sexualidade
A sexualidade está relacionada à estrutura familiar e a molda em parte. O envolvimento dos pais do sexo masculino na educação é bastante exclusivo dos humanos, pelo menos quando comparado a outros Homininae. No entanto, a ovulação e a menopausa ocultas nas mulheres da espécie humana também ocorrem em alguns outros primatas, mas são incomuns em outras espécies. O tamanho dos testículos e do pênis parece estar relacionado à estrutura familiar: monogamia, promiscuidade ou harém, em humanos, chimpanzés ou gorilas, respectivamente (é importante frisar que "monogamia", no uso da palavra pelos biólogos,  não implica fidelidade sexual). Entre os Hominidae, os gorilas têm pouca promiscuidade feminina e competição espermática e os testículos são pequenos em relação ao peso corporal (0,03%). Os chimpanzés têm alta promiscuidade e testículos grandes em comparação com o peso corporal (0,3%). O tamanho testicular humano fica entre esses extremos (0,08%).
Os níveis de dimorfismo sexual são geralmente vistos como um marcador de seleção sexual. Estudos sugeriram que os primeiros hominídeos eram dimórficos e que isso diminuiu ao longo da evolução do gênero Homo, correlacionando-se com os humanos se tornando mais monogâmicos, enquanto os gorilas, que vivem em haréns, mostram um alto grau de dimorfismo sexual. A ovulação oculta (ou "escondida") significa que a fase de fertilidade não é detectável nas mulheres da espécie humana, enquanto as chimpanzés fêmeas anunciam a ovulação por meio de um óbvio inchaço dos órgãos genitais. As mulheres podem estar parcialmente conscientes de sua ovulação ao longo das fases menstruais, mas os homens da espécie humana são essencialmente incapazes de detectar a ovulação nas mulheres. A maioria dos primatas tem ovulação semi-oculta, então pode-se pensar que o ancestral comum tinha ovulação semi-oculta, que foi herdada pelos gorilas, e que mais tarde evoluiu para ovulação oculta em humanos e ovulação anunciada em chimpanzés. A menopausa também ocorre em macacos rhesus (família Cercopithecidae), e possivelmente em chimpanzés, mas não em gorilas e é bastante incomum em outros primatas (e outros grupos de mamíferos).

### Uso de ferramentas
Os grandes símios usam muitas formas de ferramentas, não apenas usando materiais existentes, mas também trabalhando deliberadamente com galhos, por exemplo. Nas espécies individuais na natureza, no entanto, as ferramentas são usadas em uma extensão muito diferente. As mais diversas formas são encontradas em humanos, muito menos em chimpanzés comuns, e muito menos em gorilas e orangotangos. Somente os estudos mais recentes conseguiram demonstrar o uso de ferramentas em bonobos. (Diferente é o comportamento dos animais sob cuidados humanos, onde ocorrem numerosos usos de ferramentas em todas as espécies.) Também existem formas de automedicação, gorilas e chimpanzés engolem folhas espinhosas contendo tanino, que raspam os parasitas das paredes intestinais. Em Hominini, as ferramentas de pedra mais antigas conhecidas têm cerca de 2,5 milhões de anos, marcando o início da Idade da Pedra - trabalhar a pedra é um processo não encontrado em outros grandes símios.
Todas essas formas não são atividades instintivas, mas ações aprendidas através da observação ou transmitidas pela população. Por exemplo, diferentes formas de uso de ferramentas podem ser observadas em chimpanzés comuns em diferentes regiões, e não existe uma forma única que seja comum a todas as populações.

## Taxonomia da FamíliaHominidaeGray, 1825

### SubfamíliaPonginae
- Ankarapithecus Ozansoy, (1965) †
  - Ankarapithecus meteai (Ozansoy, 1965)  - Mioceno Superior, Turquia.
- Lufengpithecus Wu, 1987 †
  - Lufengpithecus lufengensis (Xu et alii, 1978) (=Ramapithecus lufengensis)
  - Lufengpithecus keiyuanensis (Woo, 1957) (=Dryopithecus keiyuanensis) - Xiaolongtan, China
  - Lufengpithecus hudienensis (Zhang et alii, 1987)
- Sivapithecus Pilgrim, 1910 †
  - Sivapithecus parvada (Kelley, 1988) - Mioceno Superior (9,1 Ma), Potwar, Paquistão
  - Sivapithecus punjabicus
  - Sivapithecus sivalensis - Mioceno Superior (8,7-8 Ma), Siwaliks, Paquistão
  - Sivapithecus indicus (Pilgrim, 1910) - Mioceno Superior (8,7-8 Ma), Siwaliks, Paquistão
  - Sivapithecus brevirostris
- Gigantopithecus (von Koenigswald, 1935) †
  - Gigantopithecus blacki (von Koenigswald), 1935 - Plistoceno, China
  - Gigantopithecus bilaspurensis
  - Gigantopithecus giganteus
- Khoratpithecus (Chaimanee et alii, 2004) †
  - Khoratpithecus chiangmuanensis (Chaimanee et alii, 2003) - Mioceno Superior(MN9), Chiang Muan, Tailândia
  - Khoratpithecus piriyai (Chaimanee et alii, 2004) - Nakhon Ratchasima, Tailândia.

- Pongo - Orangotango (Lacépède, 1799)
  - Pongo pygmaeus - Orangotango-de-Bornéu (Linnaeus, 1760)
    - Pongo pygmaeus pygmaeus - Orangotango-do-noroeste-do-bornéu
    - Pongo pygmaeus morio - Orangotango-do-nordeste-do-bornéu
    - Pongo pygmaeus wurmbii - Orangotango-do-bornéu-meridional

  - Pongo abelii - Orangotango-de-Sumatra
  - Pongo tapanuliensis - Orangotango-de-tapanuli

### SubfamíliaDryopithecinae
- - Tribo Dryopithecini †
    - Ouranopithecus Bonis & Melentis, 1977 †
      - Ouranopithecus macedoniensis - Macedônia

    - Otavipithecus †
      - Otavipithecus namibiensis

    - Morotopithecus †
      - Morotopithecus bishopi †

    - Oreopithecus †
      - Oreopithecus bambolii

    - Nakalipithecus - Kunimatsu et alii, 2007 †
      - Nakalipithecus nakayamai Kunimatsu et alii, 2007 - Mioceno Superior (9,9 - 9,8 M.a.), Nakali, Quênia

    - Anoiapithecus †
      - Anoiapithecus brevirostris

    - Hispanopithecus †
      - Hispanopithecus laietanus - Mioceno Superior (MN 9), Can Llobateres, Espanha
      - Hispanopithecus crusafonti - Espanha

    - Dryopithecus Lartet, 1856 †
      - Dryopithecus wuduensis
      - Dryopithecus fontani - Mioceno Médio (MN 8), Saint Gaudens, França; Seu d'Urgell, Espanha.
      - Dryopithecus brancoi - Mioceno Superior (MN 9, 10 Ma), Hungria
      - Dryopithecus crusafonti Begun, 1991 - Mioceno Superior , Can Ponsic, Espanha

    - Rudapithecus †
      - Rudapithecus hungaricus - Hungria

    - Samburupithecus †
      - Samburupithecus kiptalami- Mioceno Superior (9,5 Ma), Samburu Hills, Quênia.

    - Pierolapithecus †
      - Pierolapithecus catalaunicus Moyà-Solà et al, 2004 - Mioceno (13 Ma), Espanha

    - Udabnopithecus †
      - Udabnopithecus garedziensis (Burchak-Abramovich & Gabashvili, 1945)

### SubfamíliaHomininae

#### TriboGorillini
- Chororapithecus † Suwa et alii, 2007
  - Chororapithecus abyssinicus Suwa et alii, 2007 - Mioceno Superior (10,5-10 Ma), Formação Chorora, Etiópia
- Gorilla (I. Geoffroy, 1852)
  - Gorilla gorilla - Gorila-do-ocidente (Savage & Wyman, 1847)
    - G. g. gorilla - Gorila-ocidental-das-terras-baixas
    - G. g. diehli (Matschie, 1904) - Gorila do Rio Cross

  - Gorilla beringei - Gorila-do-oriente
    - G. b. beringei - Gorila-das-montanhas
    - G. b. graueri - Gorila-de-grauer

#### Tribo Hominini
Subtribo Panina
- Pan Oken, 1816
  - Pan troglodytes (Blumenbach, 1775) - chimpanzé ou chimpanzé-robusto
  - Pan paniscus, Schwartz, 1929 - bonobo ou chimpanzé-pigmeu

Subtribo Hominina
- Graecopithecus †
  - Graecopithecus freybergi von Koenigswald, 1972
- Sahelanthropus † Brunet et alii, 2002
  - Sahelanthropus tchadensis Brunet et alii, 2002 - 7-6 Ma, Toros-Menalla, Chade
- Orrorin † Senut et alii, 2001
  - Orrorin tugenensis Senut et alii, 2001 - 6-5,7 Ma, Lukeino, Quênia
- Ardipithecus †, White, 1994
  - Ardipithecus ramidus (White, Suwa et Asfaw, 1994)
  - Ardipithecus kadabba
- Kenyanthropus † Leakey et alii, 2001
  - Kenyanthropus platyops Leakey et alii, 2001 - 3,5-3,2 Ma, Lago Turkana, Quênia
- Australopithecus†, Dart, 1925
  - Australopithecus anamensis Leakey, Feibel, McDougall & Walker , 1995 - Kanapoi, Quênia
  - Australopithecus afarensis Johanson & White, 1978 (=Praeanthropus afarensis)
  - Australopithecus africanus Dart, 1925 (=Praeanthropus africanus)
  - Australopithecus bahrelghazali Brunet et alii, 1996 - Chade
  - Australopithecus garhi Asfaw et alii, 1999 - Etiópia
  - Australopithecus sediba Berger et al., 2010 - África do Sul
- Paranthropus† Broom, 1938
  - Paranthropus aethiopicus (Olson, 1985)
  - Paranthropus robustus Broom, 1938
  - Paranthropus boisei (Leakey & Leakey, 1959) † (=Zinjanthropus boisei)
- Homo Linnaeus, 1758
  - Homo rudolfensis † (Alexeev, 1986)  - Olduvai, Tanzânia; Koobi Fora, Quênia; e Omo, Etiópia.
  - Homo naledi † (Berger et al., 2015) - África do Sul
  - Homo habilis † (Leakey et alii, 1964)
  - Homo ergaster † Groves & Mazak, 1975 (considerado por alguns como uma subespécie do Homo erectus)
  - Homo georgicus † Vekua et alii, 2002 (considerado por alguns como uma subespécie do Homo erectus)
  - Homo erectus † (Dubois, 1892)
    - Homo erectus ergaster Groves & Mazak, 1975
    - Homo erectus georgicus Vekua et alii, 2002
    - Homo erectus erectus - Homem de Java
    - Homo erectus pekinensis - Homem de Pequim
    - Homo erectus yuanmouensis - Homem de Yuanmou
    - Homo erectus lantianensis - Homem de Lantian
    - Homo erectus nankinensis - Homem de Nanquim
    - Homo erectus soloensis - Homem do Rio Solo

  - Homo floresiensis - Homem de Flores †
  - Homo antecessor † Bermúdez de Castro et alii, 1997
  - Homo heidelbergensis † Schoetensack, 1908 (às vezes chamado de Homo sapiens arcaico)
  - Homo cepranensis - Homem de Ceprano † Mallegni et al., 2003
  - Homo neanderthalensis - Homem de Neandertal ou Neandertal † (King, 1864) (às vezes chamado de Homo sapiens neanderthalensis)
  - Hominídeo de Denisova † (nome científico ainda não atribuído) - Homem de Denisova ou Denisovano
  - Homo rhodesiensis - Homem da Rodésia † Woodward, 1921 (também classificado como H. heidelbergensis)
  - Homo luzonensis - Homem de Callao † Détroit et al., 2019
  - Homo sapiens - Humano
    - Homo sapiens idaltu - Homem de Herto †
    - Homo sapiens sapiens - Homem Anatomicamente Moderno ou Humano

## Paleontologia — Australopitecíneos
Subfamília de Primatas fósseis pertencentes, segundo alguns autores, aos Hominídeos, enquanto para outros são simplesmente Pré-hominídeos. O grupo compreende diversos géneros, todos africanos, tais como Australopithecus, Paranthropus, Telanthropus, Zinjanthropus, etc. Até há pouco, só eram conhecidos na África do Sul (a que alude o nome de Australopithecus), mas recentemente apareceram restos de Paranthropus perto do lago Chade. Os Australopitecíneos eram Primatas cuja estatura atingia 1,20 m ou mais, tinham atitude erecta (bipedia) e possuíam capacidade craniana de 600 a 700 cm³ (superior à do chimpanzé e vizinha à do gorila). A dentição lembra a dos grandes símios, sobretudo pela forma em U da arcada dentária. Porém, os molares e os caninos são de tipo humano. Segundo tudo leva a crer, os Australopitecíneos não atingiram a fase instrumental, embora alguns autores os considerem ligados à pebble culture.